# Коммунистическая партия Карело-Финской ССР
Коммунистическая партия Карело-Финской ССР (фин. Karjalais-suomalaisen SNT:n kommunistinen puolue) — коммунистическая партия в составе КПСС. Правящая политическая партия Карело-Финской ССР в 1940—1956 годах.

## История
В марте 1940 года на базе Карельского областного комитета ВКП(б) был создан ЦК КП(б) Карело-Финской ССР. В 1952 году он был переименован в ЦК КП Карело-Финской ССР. Первыми секретарями ЦК избирались:
Г. Н. Куприянов (апрель 1940 — январь 1950). Избран на I съезде Компартии Карело-Финской ССР.
Аппарат ЦК КП(б) Карело-Финской ССР был сформирован по принципу функционально-отраслевого построения: организационно-инструкторский отдел, отдел пропаганды и агитации, отдел школ, отдел науки и культуры, кадровый отдел, отдел лесной промышленности, промышленно-транспортный отдел, сельскохозяйственный отдел, административный отдел, военный отдел, особый сектор и финансово-хозяйственный сектор. Под руководством ЦК КП(б) Карело-Финской ССР работали 4 городских комитета партии и 26 сельских районных комитетов.
В связи с оккупацией Петрозаводска и части территории Карело-Финской ССР в годы советско-финской войны (1941—1944), аппарат ЦК КП(б) сначала был эвакуирован в Медвежьегорск, затем работал в Беломорске. ЦК КП(б) руководил деятельностью райкомов партии на неоккупированной территории республики и подпольными партийными организациями на оккупированной территории.
А. А. Кондаков (январь — сентябрь 1950)
А. Н. Егоров (сентябрь 1950 — август 1955)
Л. И. Лубенников (август 1955 — июль 1956)
В 1947—1951 годах вторым секретарём ЦК ВКП(б) КФССР работал Ю. В. Андропов — Генеральный секретарь ЦК КПСС (1982—1984).
В 1952—1953 годах действовали Петрозаводский и Сегежский окружные комитеты КПСС Карело-Финской ССР.
25 июля 1956 года, в связи с упразднением Карело-Финской ССР, Коммунистическая партия республики преобразована в Карельскую областную организацию КПСС а ЦК Компартии республики — в Карельский областной комитет КПСС.